# Kabaret Hlynur
Kabaret Hlynur – kabaret powiązany z tzw. zielonogórskim zagłębiem kabaretowym.
W skład zespołu wchodziło pięć osób. Grupa prezentowała skecze o tematyce społecznej oraz metafizycznej, zarówno obyczajowe, jak i absurdalne. Lubiła bawić się konwencjami filmowymi, telewizyjnymi czy literackimi.
Nazwa pochodzi od imienia głównego bohatera powieści 101 Reykjavik i jej ekranizacji. Hlynur w języku islandzkim oznacza klon (drzewo).
Z dniem 1 stycznia 2013 roku kabaret Hlynur zawiesił swoją działalność na czas nieokreślony. W maju 2012 roku Michał Zenkner i Bartosz Klauziński z kabaretu Hlynur założyli kabaret K2.

## Historia
Kabaret powstał w kwietniu 2003. Ma na koncie programy:
- „Nowy program”- premiera lipiec 2009
- „Inwazja neowikingów” – premiera maj 2008
- „Polityka???” – premiera maj 2007
- „Formy i konwencje” – premiera maj 2006
- „Elwirka Wam wszystko wytłumaczy” – premiera sierpień 2005.
- „Zakłady Przetwórstwa Mięsnego w Grudziądzu są super” – premiera maj 2003.

## Zespół
W kabarecie występowali na stałe:
- Ewa Stasiewicz
- Michał Zenkner
- Bartosz Klauzinski
- Tomasz Peliwo
- Mateusz Czechowski

Członkowie honorowi
- Janusz Pietruszka
- Tomasz Łupak
- Jarosław Marek Sobański

## Nagrody i wyróżnienia
2009
- I nagroda – XXX Lidzbarskie Wieczory Humoru i Satyry, Lidzbark Warmiński

2008
- II nagroda – XXIX Lidzbarskie Wieczory Humoru i Satyry, Lidzbark Warmiński
- III nagroda – Przegląd Kabaretów PaKA, Kraków

2007
- I nagroda – Przegląd Kabaretów Studenckich (PKS), Warszawa
- I nagroda – Łódzkie Dialogi Kabaretowe ŁÓDKA 2007[2], Łódź
- III nagroda – XXVIII Lidzbarskie Wieczory Humoru i Satyry, Lidzbark Warmiński
- I nagroda oraz Nagroda Publiczności – Mazurskie Lato Kabaretowe, Ełk

2006
- I nagroda – Trybunały Kabaretowe, Piotrków Trybunalski
- III nagroda – XXVII Lidzbarskie Wieczory Humoru i Satyry, Lidzbark Warmiński
- wyróżnienie – PaKA, Kraków